# 頑丈人間スパルタカス
『頑丈人間スパルタカス』（がんじょうにんげんスパルタカス）は、『月刊少年キャプテン』に1993年より連載された、安永航一郎によるギャグ漫画。全4巻。

## 概要
掲載ギリギリのネタを持ち味とする安永航一郎が、廃刊寸前の危機にあった『月刊少年キャプテン』に連載した作品である。当時の安永は主に小学館系列の雑誌で活動していたが、『海底人類アンチョビー』の内容に関して編集部からクレームをつけられ、その反動もあって思いついたら即ネタを実践し、面白ければなんでもアリに描いた。随所に作者の過去作品のキャラクターが登場している。

## あらすじ
政府の「とある機関」に体の頑丈さを買われた主人公・六条ひとまは、ケベックからやって来たカナダ人のツーバイ・フォウと共に国際親善団体「アナボリック・アカデミー」の不透明な実態を探るべく潜入するが、生来の頭の悪さが災いしてすっかり当初の目的を忘れてしまう。
実力至上主義かつ階級闘争の激しいアナボリック・アカデミーに適応。ジャージ争奪をかけ、数々の変態スポーツ愛好家と熱くバカバカしい闘いを繰り広げる。

## 登場人物

### 主要人物
六条ひとま（ろくじょう ひとま）
この作品の主人公。元々はただ体の丈夫な女子高生だったが、地下鉄に轢かれても死なない丈夫さを買われて「とある機関」にスカウトされ、阿蘇の「アナボリック・アカデミー」に送り込まれた。豪快な性格と超人的な体力、運動神経を持っているのだが、ほとんどのスポーツのルールを覚えられないなど、頭は非常に弱い。「心眼」（読んで字のごとく眼の付いた心臓）を出すことができる。豪華な食事に釣られてブレイザー（後述）を倒し、アナボリック・アカデミーの最高ランクである金ジャージを手に入れた。相方のフォウは脱ぎっぷりが良いがひとまは人並みの羞恥心を持ち合わせている。極めつけの恩知らずで、劇中で受けた恩はことごとく仇で返している。逆にリンボー3姉妹から恩を仇で返された。
ツーバイ・フォウ
カナダ出身のIOCエージェント。別名「ケベックの銀狐」と呼ばれているらしい。ひとまに勝るとも劣らない身体能力を持ってはいるものの、頭は悪い。風呂好きでよく脱ぎ、小川でシャンプーまで持ち出すエセ自然愛好家。お色気要員で劇中ではストリーキングや、人前で放尿するなど羞恥心は欠片も見当たらない。ただし、ブレイザーに手込めにされそうになったときは狼狽のあまりパニックを起こす。

### ユニバーサル・ブラザーズ
アナボリック・アカデミーの幹部。顔出しはマズいため、ほぼ全員がイニシャルの入った白覆面をつけている。
理事長 / 力動山（りきどうざん）
アナボリック・アカデミー理事長。「R」と描かれたマスクを被っている。豪快で大雑把極まりない性格であり、その強さも強靱さもすでに人間の領域にない。人の話を全く聞かず超マイペース。その上、物覚えが非常に悪く、Oからは瞬間の連続だけで人生を送っていると評されている。心臓が止まっても気合で生きることができる。ひとまとの壮絶な戦いの末に負けを認め、阿蘇山の噴火により壊滅したアカデミーと共に溶岩に巻き込まれるが、それでも死んではいないらしく、事実上不死身。
O / 汪定春（おう さだはる）
「O」と描かれたマスクを被っている。アナボリックのナンバー2だが、中間管理職の色が濃い苦労人。理事長の腹心だが余計なツッコミが原因で常に怪我が絶えない。組織を揺るがしかねず、理事長と結託したら誰にも止められないひとまの存在に脅威を覚え、アナボリックから追い出そうとセコイ策略を巡らせるがいつも失敗。理事長の命令で成績低迷するポークス監督に就任したためアナボリックを去ることになり、最後にひとまたちと決着を付けるため鍋をエサに洞窟におびき出そうとするが、頭の悪いひとまに途中で目的を忘れられてしまう。洞窟で迷子になっていたが、生還後はポークスに行かなかったことを理事長に咎められて殴られた。
理事長代理Rブラック
理事長不在の間にアナボリックの治安を守っていた理事長の直弟子で小太りの黒人。洗脳によりトレーニングを強制し、諸本も洗脳してしまうが、ひとまに逆洗脳される。本名はポポン・ブラジル。
その他の幹部
「W」と書かれたマスクを被る元力士や「N」と書かれたマスクを被る元女性テニスプレーヤー、「M」と書かれたマスクを被る元プロボクサーなど。内輪もめの際に互いの素性を暴露するやり取りが多く、折角のマスクが役に立っていない。

### アナボリック・アカデミー関係者
マッキンリィ飢村（マッキンリィうえむら）
アナボリックの山岳スペシャリスト。ひとまとフォウが初めて出会ったアナボリックの人間。理事長自らがスカウトしたユニバーサルメンバーの有力候補だったが、ひとまの正に恩を仇で返す行為によりジャージレスとなり、人里はなれた山で野生生活をしている。その後の様子などは追々語られ、後にひとまに心眼を授けた。
ヨットマン突塚（ヨットマンとつか）
アナボリック治安管理部「せえらあ戦士」代表兼ヨット部代表。自慢のスパルタ指導でひとまとフォウを亡き者にしようとしたが失敗。ジャージレスとなり、親友の飢村とサバイバル生活をしている。かなりのドSでひとまに心眼を授けた際などには、岩を投げつけるなどの無茶苦茶な訓練を課している。
せえらあ戦士
突塚の部下。カルデラ湖での敗戦後は餓村、戸塚と共に野生生活を送っている。
ブレイザー
金ジャージのエリート。元は素行不良で近所の中学生3人を騙して妊娠させるなどの悪行を重ねていたが、更生のためにアナボリックにやってくる。フェンシングの剣を銃に改造した「シュート・フェンシング」でひとまを返り討ちにした。また巨大なペニスを剣の代わりに使う「ヌード・フェンシング」を考案。フォウを手込めにしようとする。ひとまに敗れた後、改心して青ジャージからの再スタートとなったが、便所ホッケーチームの2人に闇討ちされる。
ハミルトン
ブレイザーの弟。兄の暴虐を止めるためにアナボリックにやってきたが、結局は似た者兄弟でブレイザーと共に「ヌード・フェンシング」の普及に努めている。ハミルトンは兄より数センチ長い。
便所ホッケーチーム
学校のトイレ清掃の時に考え付かれたアイスホッケー風の遊び「便所ホッケー」を正式競技にしようと目論む2人組。ひとまとフォウに対決を挑み優勢に試合を運ぶが、偶然トイレにいた理事長に殴り飛ばされ負ける。実はOの手下。後にサッカーチームを解雇されたゴールキーパーの蜆丸も加わり3人組となった。
デスパレス蜆丸（しじみまる）
サッカー対決で登場したアナボリックサッカーチームのゴールキーパー。手のサイズが足のサイズよりも大きい怪人。中東のチャラビアからのオファーで代表の座をかけてひとまと戦うが「ペナルティーキックと称する跳び蹴り」を食らうなど散々な目に遭う。劇中でひとまに勝ったことがある数少ない一人だが、その後数回の登場でも悲惨そのものの扱いとなる。
パーディング
Oの手下である女性便所赤貧フィギュアスケーター。腹黒く尻軽。上司のOからはセクハラされており、ヌードグラビアをオカズにされるなどしている。準レギュラーとして度々登場。登場する度にひとまたちに不幸をもたらすせいで「ダミアン」（ホラー映画『オーメン』の主人公）というあだ名を付けられる。失神している間にフォウにパンツを強奪されたりと散々な扱いを受ける。
水道部主将
水の上で闘う武道「水道」を考案。しかし足の裏の脂でアメンボのように浮かんで闘うというくだらない武道のため部員は彼一人。物理上ありえない展開により自滅した。後にOの手下となって再戦に挑んだが「ダミアンミサイル」（力任せにパーディングを投げてぶつける）によりあっさり撃沈した。
鼻乃皮・鼻乃形
まわしが力士の弱点という発想のもと、まわしを締めずに闘う相撲「まわしレス相撲」を考案して広めようとした力士。一応前貼りをしている。競技の見た目は単なるデブの同性愛者。後にヌードフェンシングとの異種格闘戦も行うがこれ以上なく下品な絵柄となっており、たまたま通りかかった理事長にブレイザー兄弟ともども倒された。
ドクター・グリコ
アナボリックの誇る迷医。エラの張った顔が特徴。「飛ぶ鳥を落とす（元気な鳥も再起不能になるという意味）医師」と称される。無茶苦茶な診断をする上、風邪の診断にキャベジンを処方するなどヤブ医者を通り越しており、恐れられている。
ブラックヂョーブ
ドクター・グリコの宿命のライバル。訳あってグリコの尻の皮膚を顔に移植したため、縫い傷がある。だが、こちらは本物の名医（ただし、治療方法は中国拳法、心霊手術などを取り入れた胡散臭いもの）でグリコの助手であるへの子からも猛烈に慕われている。
リンボー3姉妹
シャーミン、カビラ、アネットの三姉妹。三人揃って「サンリンボー」を自称するが、三隣亡の語呂もあって縁起が悪いとされ、他のスポーツ選手たちからは疫病神呼ばわりされている。リンボーダンスをスポーツとして普及させるため、はるばる海を渡ってやってきたが極貧に喘いでいる。珍しく同情を見せたひとまをコキ使って道具集めをさせた後、夜通しリンボーで辺り一面を火の海にした。炎を見るとトランス状態になる。
せえらあ戦士S（スーパー）
ヨットマン突塚の失踪により解散したと思われていたせえらあ戦士の残党である2人組。それぞれ胃潰瘍と偏頭痛持ち。諸般の事情により水着で入浴する。温泉卓球でひとまとフォウを倒そうとするが、卓球自体は非常に下手。空振りなどもあってほぼ自滅した。仲間に「愛ちゃん」がいる。後にOの手下になった。
ザ・プレゼンター
いわゆるサンタクロース。しかしアナボリック・メンバーなので異常に強い。薄着で対決に挑み凍死しかけたひとまに情けをかけ、温熱装備つきの赤ジャージを貸したが、恩を仇で返された。暑さに弱く冬以外は冷蔵庫で生活している。

### その他
アドニオン諸本 / 諸本完次（もろもと かんじ）
体育ピース党党首で内閣総理大臣。アナボリックを潰すため諸本レオという偽名でアナボリックに潜入。実は理事長の元弟子。理事長がかつて語った理想の実現のために努力を重ねており、理事長を党首に迎えるべくアナボリックにやってきたが事実どころか存在そのものがすっかり忘れられていた。おまけに世間に疎いひとまたちからは「誰？」などと言われ、散々な扱われよう。理事長に勝負を挑むがあっさり返り討ちにされて山奥に放り出された。その後、餓村たちに身ぐるみを剥がされ、股間に葉っぱという悲惨ないでたちでひとまと理事長の戦いを見届けた。
ウッドメイド・ログハウス
通称ログ。フォウの元恋人で、アナボリックから脱出して身を潜めている（その割にはアナボリック・アカデミーのすぐ近くに住んでいる）。アカデミーの近辺でフォウと再会したが、脱出のショックでハゲたため振られた。特技はポルトガル人のモノマネと死んだフリ。「カナディアン背面キック」「カナディアン金玉チョップ」「カナディアンジャーマンスープレックス」などの大技を持っており、後に誤解から諸本と戦ったが返り討ちにされた。
やまひさ
ひとまの同級生で同レベルのバカ。地下鉄で背後からどつかれたひとまの身代わりに電車に轢かれ、意識不明の重体となる。
中屋敷
「とある機関」に所属する公務員。ひとまの適性を調べるために地下鉄ホームで背後から押すなど危険極まりない行為を行う。身代わりとなったやまひさの負傷で社会的に孤立したひとまを頑丈人間としてアナボリックアカデミーに送り込んだ人物。美男子だが強引かつ豪快で人格破綻者。
ホトトギス神秘教
阿蘇に道場を構えパソコンを安く売る宗教団体。